# Sony SLT-A65
Sony SLT-A65 (Sony α65) — цифровой системный фотоаппарат семейства SLT компании «Сони», представленный 24 августа 2011 года и поступивший в продажу в октябре 2011. SLT-A65 появился одновременно с Sony SLT-A77 и является его упрощённой версией.
На момент появления в 2011 году фотоаппарат имел уникальные для своего класса параметры: сенсор с разрешением 24 млн пикселей, скорость съёмки до 10 кадров в секунду, встроенный GPS-приёмник. Благодаря используемому в серии SLT полупрозрачному зеркалу фазовая автофокусировка может применяться в режиме Live View, что обеспечивает быстрое наведение на резкость. Электронный видоискатель с разрешением 2,4 млн пикселей обеспечивает крупное и яркое изображение.
Фотоаппарат имеет байонет A и поддерживает все объективы с этим байонетом, как производства «Сони», так и выпускавшиеся ранее компанией «Минолта» (Minolta AF).
Модель предназначена для опытных любителей и энтузиастов фотографии.

## Отличия от Sony SLT-A77
Обладая схожей с Sony SLT-A77 электронной «начинкой», Sony SLT-A65 отличается от неё прежде всего корпусом, органами управления и настройками. A65 примерно на 10 мм у́же и на 7 мм ниже, а её вес меньше на 110 г. В качестве материала корпуса используется не магниевый сплав, а пластик. Отсутствуют верхний ЖК-дисплей и второе колесо управления, что характерно для любительских моделей. На задней панели нет джойстика, отсутствует гнездо для синхронизации со вспышкой, (имеется только «горячий башмак» с креплением Minolta), а экран поворачивается не в трёх плоскостях, а в двух (подъём и кручение). Вместо отдельной лампы для подсветки автофокуса используется встроенная подъёмная вспышка.
Используется та же система автофокусировки, что и у модели SLT-A55 и SLT-A57: 15 датчиков, из которых 3 — крестовых, то есть могут наводиться как на вертикально, так и на горизонтально ориентированные объекты (у A77 19 датчиков, из которых 11 — крестовых). Отсутствует возможность точной подстройки автофокуса.
Максимальная скорость съёмки составляет 10 кадров в секунду вместо 12, минимальная выдержка — 1/4000 секунды вместо 1/8000.
В режиме автоматической настройки чувствительности верхняя и нижняя граница фиксированы (от 100 до 1600 ISO), в то время как у A77 они настраиваются.
Отсутствует режим с низкой чувствительностью, и, соответственно, минимальными шумами — 50 ISO.
Также, в отличие от A77, в A65 отсутствует функция юстировки объективов для коррекции бэк- и фронтфокуса.

## Конкуренты
Конкурентами SLT-A65 являются старшие любительские модели других марок: Canon EOS 600D, Nikon D5100, Pentax K-r.

## Комплект поставки
Sony SLT-A65 предлагается в двух основных вариантах комплектации:
- без объектива (SLT-A65V),
- с объективом DT 18-55mm F/3.5-5.6 SAM (SLT-A65VK).

На некоторые рынки могут поставляться модели без поддержки GPS, в их артикулах отсутствует литера V.
В комплект поставки входят аккумулятор NP-FM500H, зарядное устройство BC-VM10A, USB-кабель, шейный ремень, диск с программным обеспечением (Picture Motion Browser, Image Data Converter SR, Image Data Lightbox SR) и драйверами. В комплект SLT-A65V входит также крышка байонета.
Рекомендованная стоимость в США составляет 900 долларов за версию без объектива в комплекте, что на 500 долларов дешевле модели SLT-A77 без объектива. У версии с объективом DT 18-55mm рекомендуемая стоимость 1000 долларов. Цена на российском сайте «Сони» в ноябре 2011 составляла 34 899 рублей за версию без объективов и 37 899 за версию с объективом DT 18-55mm. Вариант с двумя объективами, DT 18-55mm и DT 55-200mm, предлагался за 44 899 рублей.

## Микропрограмма
Обновление микропрограммы может быть произведено пользователем самостоятельно. Поддерживаются операционные системы Microsoft Windows начиная с XP Service Pack 3 и Mac OS X версии 10.5 и выше. Микропрограммы для A65 и для A77 различаются.
Первые фотоаппараты поступили в продажу с микропрограммой версии 1.02. 13 октября 2011 года была предложена для самостоятельного обновления версия 1.03. В этой версии увеличена скорость переключения между электронным видоискателем и ЖК-дисплеем, а также улучшена реакция на нажатие кнопки Fn и управление камерой с помощью переднего колеса. Кроме того, добавлена поддержка макровспышки HVL-MT24AM.
Последняя версия — 1.07, выпущена 5 февраля 2013 года.